# Park House
Park House é uma mansão campestre vitoriana localizada nos jardins da propriedade de Sandringham House, a oeste de Norfolk, Inglaterra.

## História
Park House foi construída em 1863 pelo então Príncipe de Gales, o futuro Edward VII, como uma residência ao general Sir William Knolleys, responsável pela administração dos arranjos domésticos do príncipe. Nos cem anos seguintes, muitas famílias viveram e alugaram a residência; a exemplo de Edmund Burke-Roche, 4.º Barão Fermoy e sua família, já a última família foi a família Spencer, que deixou a casa em 1975. 
Lady Diana Spencer, a primeira esposa de Charles, Príncipe de Gales, nasceu em Park House no dia 1º de julho de 1961, no mesmo quarto em que sua mãe A Honorável Frances Shand Kydd nasceu em 1936. 
Frances era filha de Edmund Burke-Roche, 4.º Barão Fermoy e de Ruth Burke Roche, Baronesa Fermoy, que haviam vivido na casa anteriormente. Com a evacuação de sua família, a casa ficou vazia, passando a ser um tormento crescente para a propriedade de Sandringham.
Mais tarde, em 1983, a Rainha Elizabeth II, patrona da Fundação Leonard Cheshire, ofereceu a mansão para a fundação, que decidiu convertê-la em um hotel para deficientes físicos. O projeto, que arrecadou £1,6 milhão de libras esterlinas, começou em 1985, e o hotel recebeu seus primeiros hóspedes em 1987.